# ザ・サイケデリック・ファーズ
ザ・サイケデリック・ファーズ（The Psychedelic Furs）は、イギリス出身のポストパンク・バンド。ボーカルのリチャード・バトラーとベースのティム・バトラーの兄弟を中心とする6人組。
1980年にセルフタイトル・アルバム『サイケデリック・ファーズ』でデビュー。ロックバンドには珍しいサックス奏者をフィーチャーしたメンバー編成で、サイケデリック・ロックからアート・ロック、ニュー・ウェイヴ、ハードロックまでを内包したサウンドを聴かせた。
映画『プリティ・イン・ピンク/恋人たちの街角』はバンドの1981年のアルバム『トーク・トーク・トーク』収録曲の「Pretty in Pink」からイメージを膨らませて作られた作品で、劇中のサウンドトラックには1984年に再録されたバージョンが使用されている。
リチャードとティムは解散後の1992年、ラヴ・スピット・ラヴというバンドを結成し、2枚のアルバムを発表する。
2001年にバンドは再結成し、世界各地で精力的にツアーを続けている。

## メンバー
現メンバー

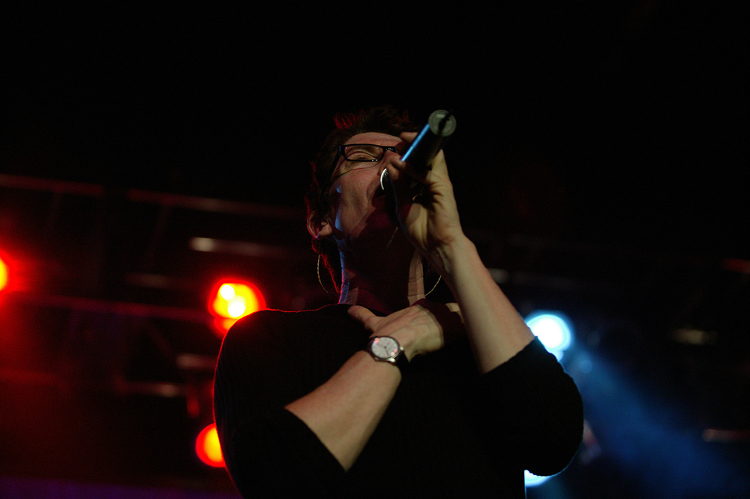
ボーカルのリチャード・バトラー（2006年）

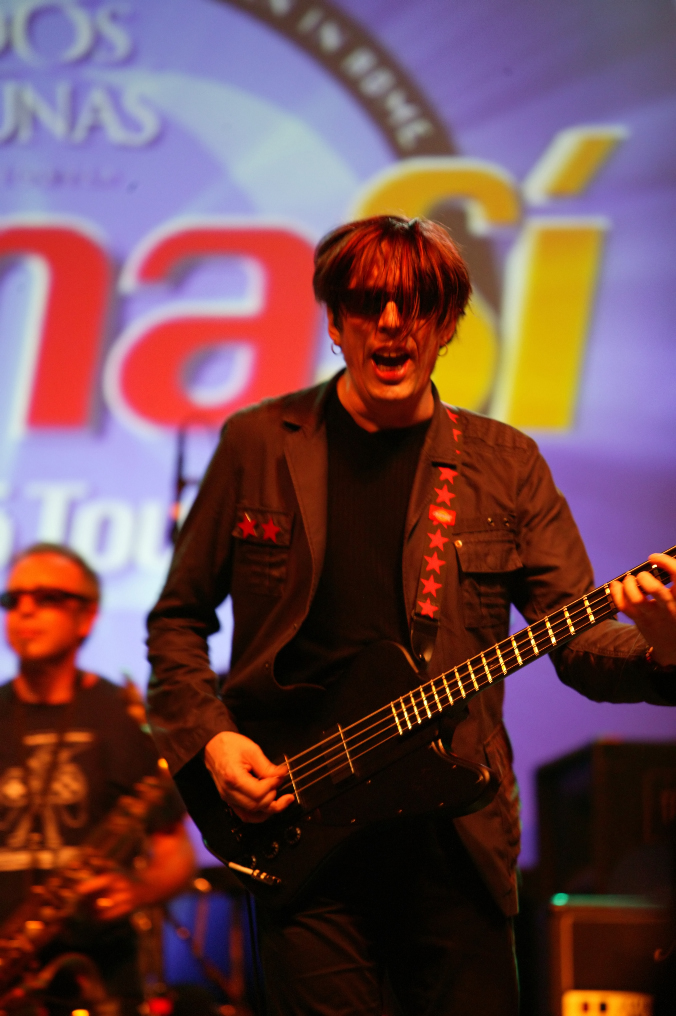
ベースのティム・バトラー（2006年）

- リチャード・バトラー (Richard Butler) - ボーカル
- ティム・バトラー (Tim Butler) - ベース
- リチャード・グッド (Richard Good) - ギター
- マーズ・ウィリアムズ (Mars Williams) - サックス
- アマンダ・クレイマー (Amanda Kramer) - キーボード
- ポール・ガリスト (Paul Gallisto) -　ドラム

旧メンバー
- ジョン・アッシュトン (John Ashton) - ギター
- ヴィンス・エリー (Vince Ely) - ドラム
- ダンカン・キルバーン (Duncan Kilburn) - サックス、キーボード
- ロジャー・モリス (Roger Morris) - ギター

## ディスコグラフィ

### スタジオ・アルバム
- 『サイケデリック・ファーズ』 - The Psychedelic Furs (1980年、Columbia)
- 『トーク・トーク・トーク』 - Talk Talk Talk (1981年、Columbia)
- 『フォーエヴァー・ナウ』 - Forever Now (1982年、Columbia)
- 『ミラー・ムーヴス』 - Mirror Moves (1984年、Columbia)
- 『ミッドナイト・トゥ・ミッドナイト』 - Midnight to Midnight (1987年、Columbia)
- 『ブック・オブ・デイズ』 - Book of Days (1989年、Columbia)
- 『ワールド・アウトサイド』 - World Outside (1991年、Columbia)
- 『メイド・オブ・レイン』 - Made of Rain (2020年、Cooking Vinyl)

### ライブ・アルバム
- Radio One Sessions (1999年、Strange Fruit)
- Beautiful Chaos: Greatest Hits Live (2001年、Sony)

### コンピレーション・アルバム
- 『ジス&ナッシング』 - All of This and Nothing (1988年、Columbia)
- Here Came the Psychedelic Furs: B-Sides and Lost Grooves (1994年、Columbia)
- In the Pink (1996年、Sony)
- Should God Forget: A Retrospective (1997年、Columbia)
- Greatest Hits (2001年、Columbia)
- Superhits (2003年、Sony)
- The Best of the Psychedelic Furs (2009年)
- Playlist: The Very Best of the Psychedelic Furs (2011年、Sony)

### シングル
- "We Love You" (1979年)
- "Sister Europe" (1980年)
- "Mr. Jones" (1980年)
- "Dumb Waiters" (1981年)
- "Pretty in Pink" (1981年)
- "Love My Way" (1982年)
- "Danger" (1982年)
- "Run and Run" (1983年)
- "Heaven" (1984年)
- "The Ghost in You" (1984年)
- "Here Come Cowboys" (1984年)
- "Heartbeat" (1984年)
- "Pretty in Pink" (re-recorded version) (1986年)
- "Heartbreak Beat" (1987年)
- "Angels Don't Cry" (1987年)
- "Shock" (1987年)
- "All That Money Wants" (1988年)
- "Should God Forget" (1989年)
- "House" (1990年)
- "Until She Comes" (1991年)
- "Don't Be a Girl" (1991年)
- "Alive (For Once In My Lifetime)" (2001年)
- "Don't Believe" (2020年)
- "You'll Be Mine" (2020年)
- "Wrong Train" (2021年)
- "Evergreen" (2021年)

## 参照
- The Psychedelic Furs (ざ・さいけでりっく・ふぁーず)(ザ・サイケデリック・ファーズ) ： 音楽ダウンロード・音楽配信サイト ListenJapan